# Kibanga (Tansania)
Kibanga ist ein Bezirk (Ward) des Distriktes Muleba in der tansanischen Region Kagera.

## Geografie
Kibanga liegt im Nordwesten von Tansania westlich des Victoriasees. Die Fläche des Bezirks beträgt 37,03 Quadratkilometer, bei der Volkszählung 2022 lebten 11.118 Einwohner in 2601 Haushalten.

## Gliederung
Der Bezirk besteht aus drei Gemeinden (Mtaa) mit 15 Orten (Kitongoji):
| Kibanga - Kibanga - Kilabataba - Runyinya - Bwoga | Kabutaigi - Kabutaigi - Rwamalebe - Kihiga - Kairungu - Runyabana | Bumiro - Bumiro - Omukile - Kahange - Kyaibumba - Buhata - Mushonge |

## Infrastruktur
- Bildung: Im Jahr 2007 wurde die staatliche Kibanga Secondary School gegründet, die Ausbildung bis zum Level 6 anbietet.[6][7]
- Gesundheit: Die Apotheke in Kibanga bietet Malaria-Behandlung, HIV-Behandlung, Mutter-Kind-Betreuung sowie kleine chirurgische Eingriffe an.[8]